# Métamorphoses du papillon
Métamorphoses du papillon je francouzský němý film z roku 1904. Režisérem je Gaston Velle (1868–1948). Film trvá necelé 2 minuty.

## Děj
Film zachycuje housenku, ze které se po zakuklení stane motýl, ze kterého se stane žena v motýlích šatech.